# 大井川鉄道ED90形電気機関車
大井川鉄道ED90形電気機関車（おおいがわてつどうED90がたでんききかんしゃ）は、大井川鉄道（現・大井川鐵道）が導入したアプト式電気機関車。

## 概要
1990年（平成2年）、大井川鉄道（現・大井川鐵道）井川線ではアプトいちしろ駅 - 長島ダム駅間の路線付け替えにより、アプト式運転区間を完成させた。その区間で使用する補助機関車として1989年（平成元年）に日立製作所で製造され、翌1990年（平成2年）9月30日に落成した電気機関車がED90形である。
各ボギー台車内にラック歯車を装備している。搭載される電動機は合計6基であり、走行用のHS-22228形電動機4基とラック歯車駆動用の2基である。3両が在籍し、それぞれED901・902・903の車両番号が与えられている。
制御方式は抵抗制御である。制動装置は万全を期すため多重系統とされており、発電ブレーキを常用し、自動空気ブレーキ、保安空気ブレーキ、ラックホイール用ばねブレーキ、非常短絡発電ブレーキなどが装備されている。このほか、過速度検知装置 (OSR) も装備されており、降坂時は19 km/hを超過すると非常ブレーキが作動する。
車体幅と車高の比率が井川線の他の車両よりも縦長であり、「馬面電車」のように細身の車体となっているのが特徴である。これは井川線の狭小な車両限界にもかかわらず、様々な機器を搭載するほか、アプト式区間に至るまでの区間を回送するなどの特殊な条件を満たすためである。限られた施設で検修を行うため、構造の簡素化、塗り分けの単純化などにも留意されている。

## 付記
- 車両の搬入時、そのままでは井川線の車両限界（車体幅1,850 mm・高さ2,700 mm）に抵触するため、新金谷駅構外側線からアプトいちしろ駅までは、一旦車体と台車を切り離し、小径車輪を使用した仮台車に載せて回送された[3][4]。
- 市代検車区にはリフティングジャッキや天井走行クレーンなどの設備が備わっており、日常の検修はすべて同検車区で行われる。全般検査等の重整備を行う際は主要機器を取り外し、両国車両区や外注先へ搬送して実施されることもある。車体関係の検修は市代検車区で行われ、特に必要がない限り車体自体を回送することはない。
- 千頭方（1エンド側）の警笛は3両とも音色が異なっている[3]。ED901はかつてスイス連邦鉄道（スイス国鉄）のAe4/7形電気機関車に装備され、アプト式区間開業を記念して贈呈されたものを使用している。ED902は名古屋鉄道の初代モ1010形に装備されていたドイツ製のものを使用、ED903は日本製（クラリオンAW2型）を使用している。
- 当車両の側面にはアプト式の原理を表したイラストが描かれている。

- 静岡県道388号接岨峡線の市代トンネルの奥泉寄りのトンネルポータルには、本機がレリーフで描かれている。
- ラックギアがレール上面から低い位置にあるため、本機の走行する区間の分岐器はギアとの干渉を避け、フログ部分だけでなくラックギアの位置と干渉するリード部分のレールも可動とした特殊な二段動作式の分岐器を採用している。

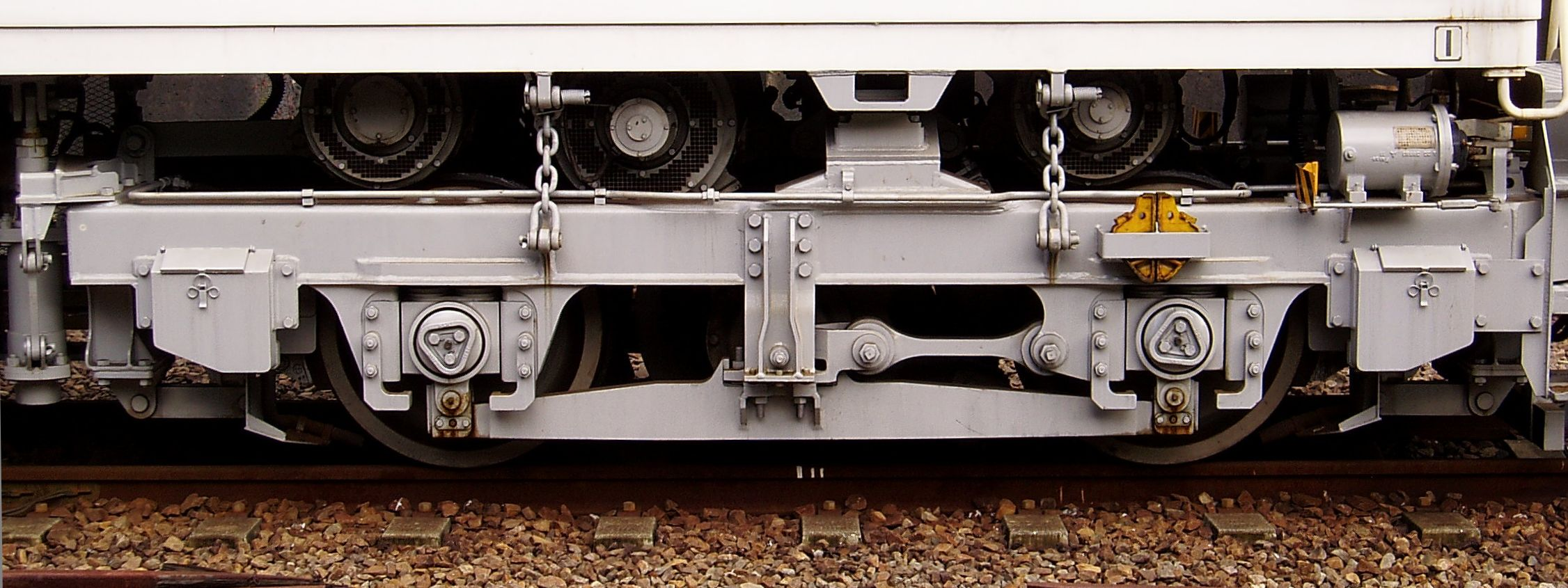
台車 (MH-108)
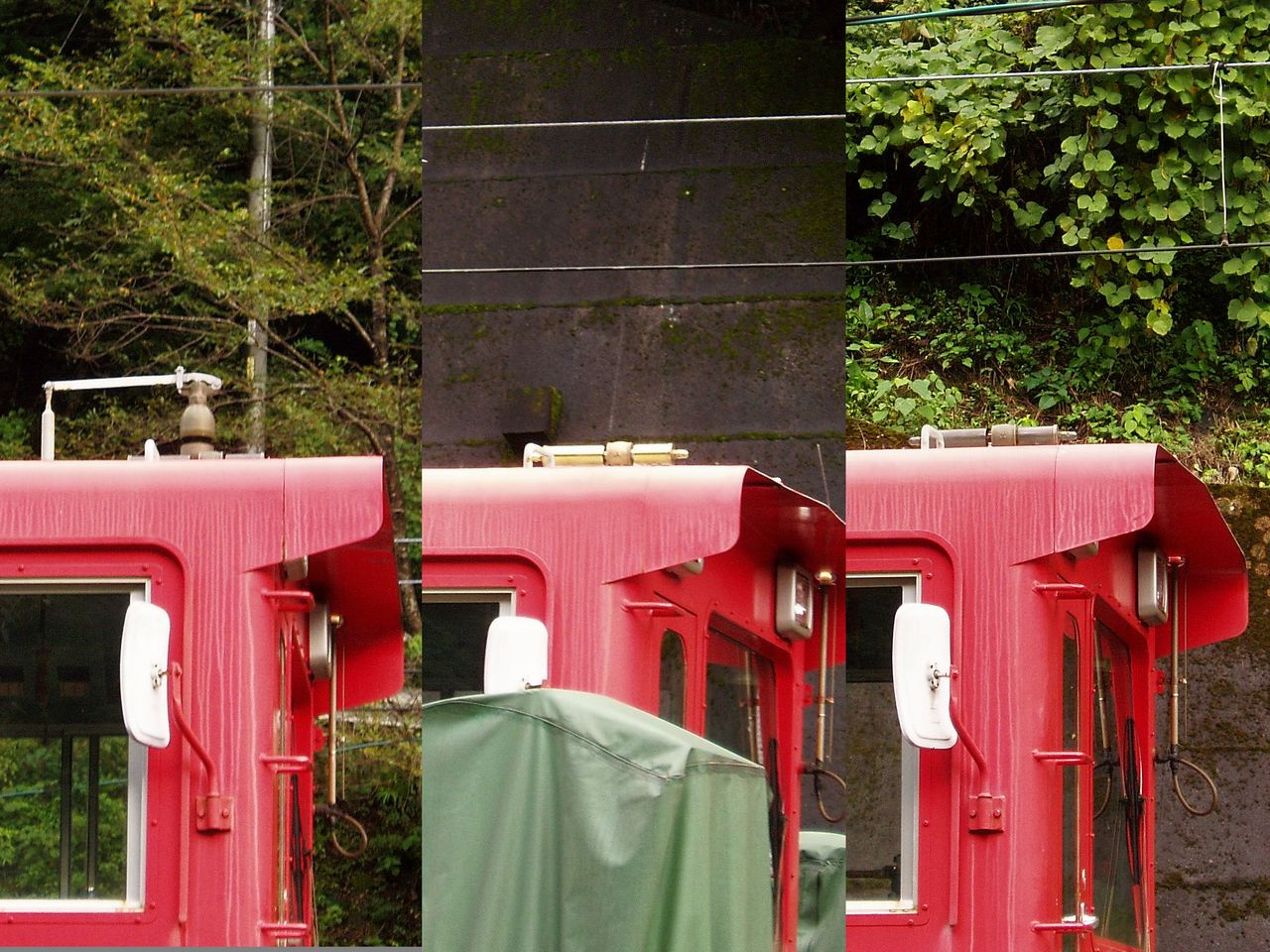
警笛（ホイッスル）形状の違い。 （左）ED901はスイス製 （中）ED902はドイツ製 （右）ED903は日本製
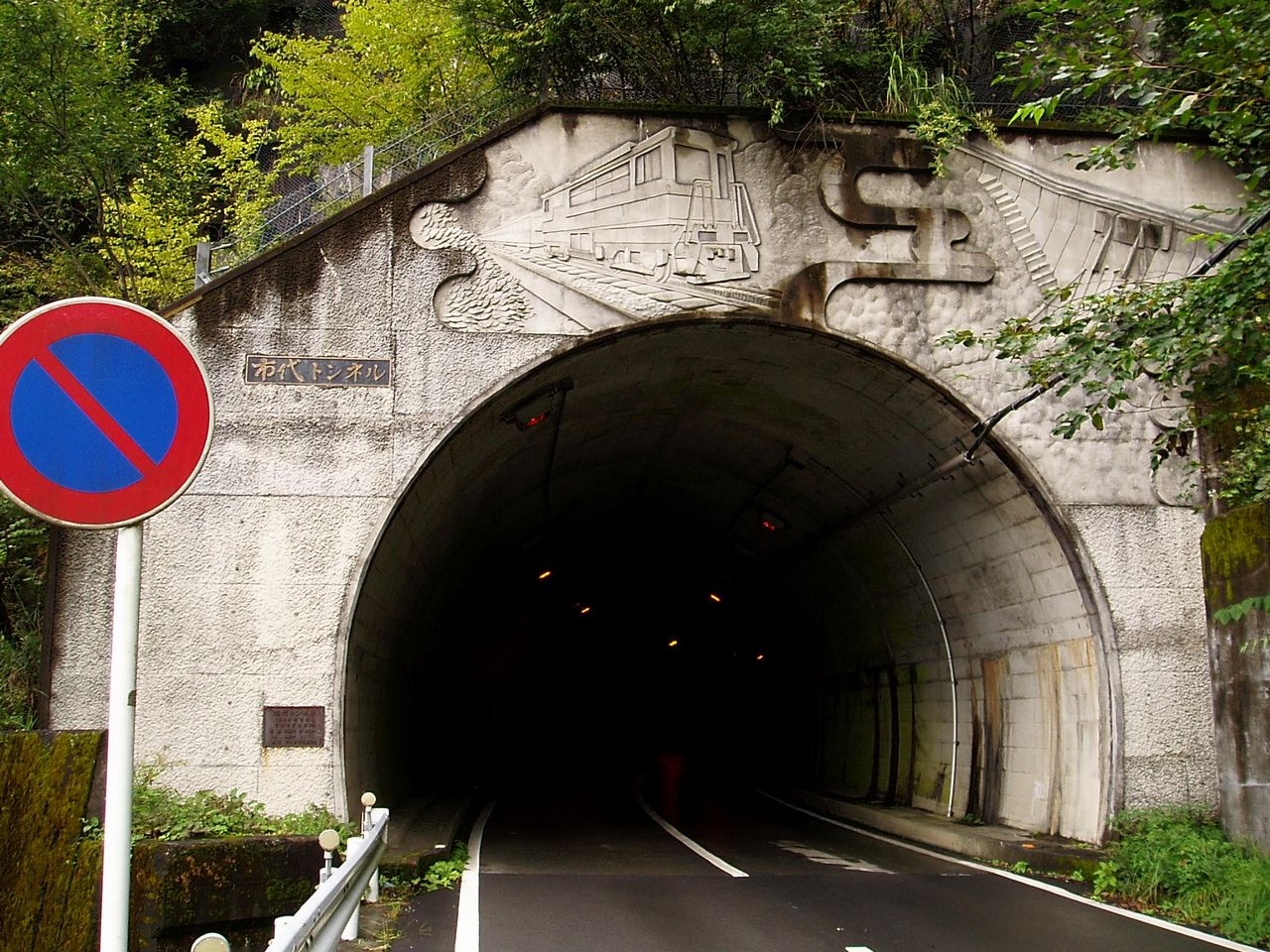
県道のトンネルポータルにデザインされたED90形